# سرطان البازلاء
السرطان البازلاء (بالإنجليزية: pea crab, Pinnotheres pisum)‏ هو سرطان بحري ينتمي إلى عائلة السرطان لينة الجسد (بالإنجليزية: Pinnotheridae)‏ يتغذى على الطفيليات في المحار والصدف وبلح البحر. وهو يعرف بكونه أصغر سلالات السرطانات من حيث الحجم. قد يصل حجم الذكر 6 المليمترات وحجم أنثى إلى 13 المليمترات ولذلك سمي سرطان البزلاء.

## نشأة
يعيش السرطان في عمق بين 64- إلى 0 متر تحت سطح البحر. و بدرجة حرارة حوالي °8.890 - °10.596 (بالسليوس C°) و بكمية 6.153 - 6.605 مليلتر من الأكسجين المنحل في لتر الماء الواجد 
يعيش سرطان البازلاء بين وداخل الرخويات و المحار للحماية و الأكسجين و التغذي على ما ينسى أن يستهلكه الرخوي الذي يحميه وربما الحرارة. الأنثى تبقى في ملجأها طيلة حياتها أما الذكر فيخرج أحيانا من ملجأه وينتقل إلى ملجأ آخر. العلاقة بين السرطان والحيوان الذي يضيفه أقرب التطفل من التنافع. أحيانا قد يضر سلوك السرطان الغذائي البازلاء بمضيفه.
تعيش السرطانات البازلاء في أماكن مختلفة أو داخل حيوانات مختلفة. مثلا تجويف عباءة (بالإنغليزية :mantle cavity) الصدف أو شرج خيار البحر أو داخل أنابيب ديدان الرق (بالإنجليزية: Chaetopterus)‏ أو داخل جحور جراد بحر الطين (بالإنجليزية: Thalassinidea)‏ أو في خياشيم الغلاليات...

## وصف
أنثى سرطان البازلاء شفافة حيث تكشف عن أعضائها الحمراء والبرتقالية. أما السرطان البازلاء الذكر لديه هيكل خارجي أكثر صلابة وهو مستدير وعيناه و قرونا إستشعاره تمتد من الأمام. مخالب الذكر أقوى من الأنثى لكن مخالب الأنثى أطول من الذكر.